# جي اي سي
جي اي سي الخاص المحدود ، المعروفة سابقًا باسم شركة حكومة سنغافورة للاستثمار ، هو صندوق للثروة السيادية أنشأته حكومة سنغافورة في عام 1981 لإدارة الاحتياطيات الأجنبية لسنغافورة. وتتمثل مهمتها في الحفاظ على القوة الشرائية الدولية للاحتياطيات وتعزيزها ، بهدف تحقيق عوائد جيدة طويلة الأجل تتجاوز التضخم العالمي على مدار فترة الاستثمار البالغة 20 عامًا. من خلال شبكة مكونة من 10 مكاتب في رؤوس الأموال المالية الرئيسية في جميع أنحاء العالم ، تستثمر دوليًا في أسهم السوق المتقدمة وأسهم الأسواق الناشئة والسندات الاسمية والنقد والسندات المرتبطة بالتضخم والأسهم الخاصة والعقارات.
قدّر معهد صندوق الثروة السيادية (SWFI) أصول الصندوق بمبلغ 440 مليار دولارًا أمريكيًا.
بالإضافة إلى ذلك ، تمتلك حكومة سنغافورة صندوق ثروات سيادي آخر ، وهو تماسيك القابضة ، والذي يدير حوالي 308 دولار سنغافوري   مليار من الأصول.

## روابط خارجية
- "حكومة سنغافورة للاستثمار | معهد صندوق الثروة السيادية"